# تریجیانو
تریجیانو (به ایتالیایی: Triggiano) یک کومونه در ایتالیا است که در استان باری واقع شده‌است.

## خصوصیات
تریجیانو ۱۹ کیلومترمربع مساحت و ۲۷٬۴۰۴ نفر جمعیت دارد و ۶۰ متر بالاتر از سطح دریا واقع شده‌است.

## خواهرخوانده
شهر ادیسون، ایلینواس خواهرخواندهٔ تریجیانو هست.